# Erre
Erre – miejscowość i gmina we Francji, w regionie Hauts-de-France, w departamencie Nord.
Według danych na rok 1990 gminę zamieszkiwało 1388 osób, a gęstość zaludnienia wynosiła 236 osób/km² (wśród 1549 gmin regionu Nord-Pas-de-Calais Erre plasuje się na 460. miejscu pod względem liczby ludności, natomiast pod względem powierzchni na miejscu 605.).